# Symonanthus aromaticus
Symonanthus aromaticus är en potatisväxtart som först beskrevs av Charles Austin Gardner, och fick sitt nu gällande namn av L. Haegi. Symonanthus aromaticus ingår i släktet Symonanthus och familjen potatisväxter. Inga underarter finns listade i Catalogue of Life.